# Вальхаузен (Рейнланд-Пфальц)
Вальхаузен (нем. Walhausen) — община в Германии, в земле Рейнланд-Пфальц.
Входит в состав района Кохем-Целль. Подчиняется управлению Целль (Мозель). Население составляет 213 человек (на 31 декабря 2010 года). Занимает площадь 2,27 км².

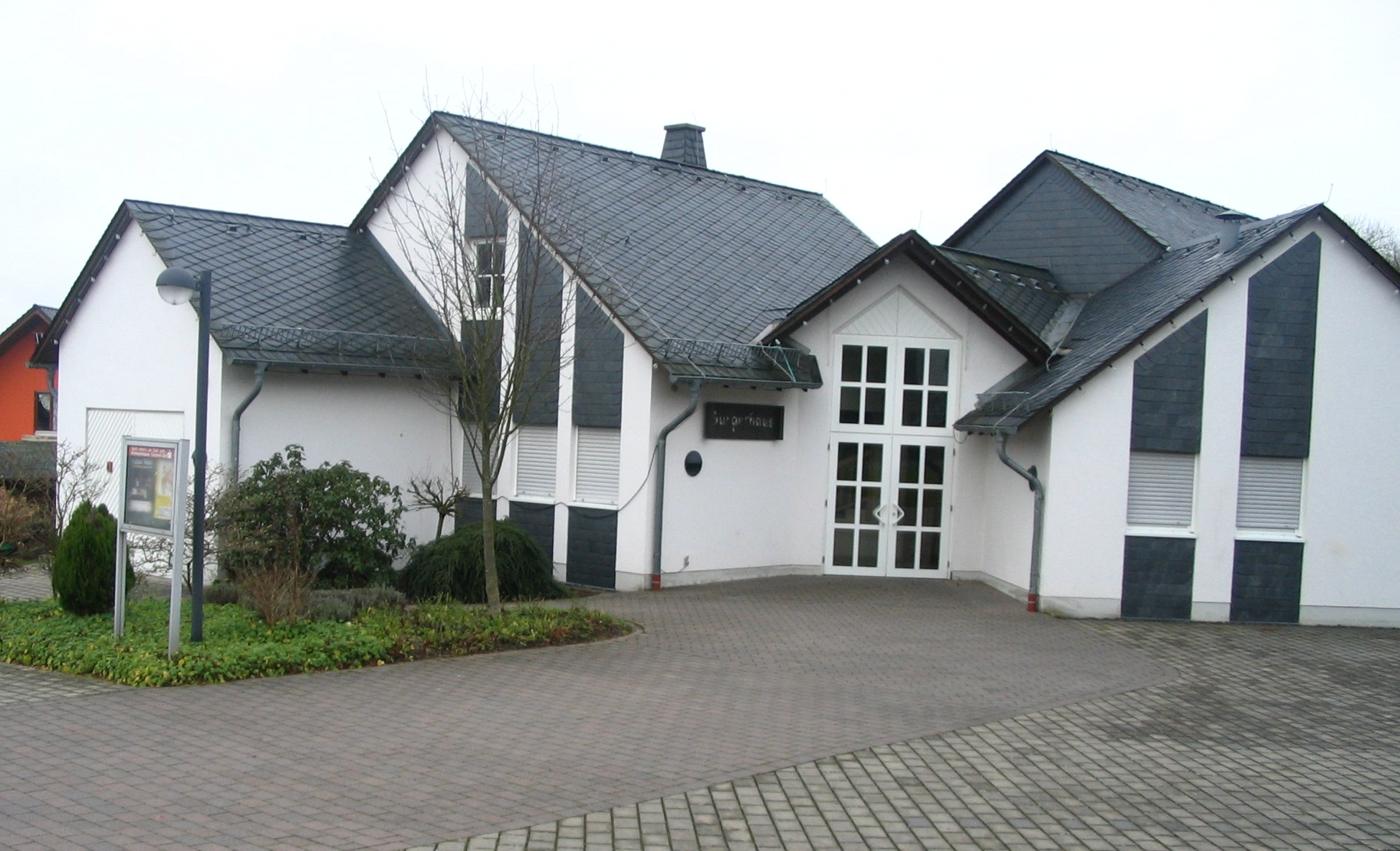
Вальхаузен
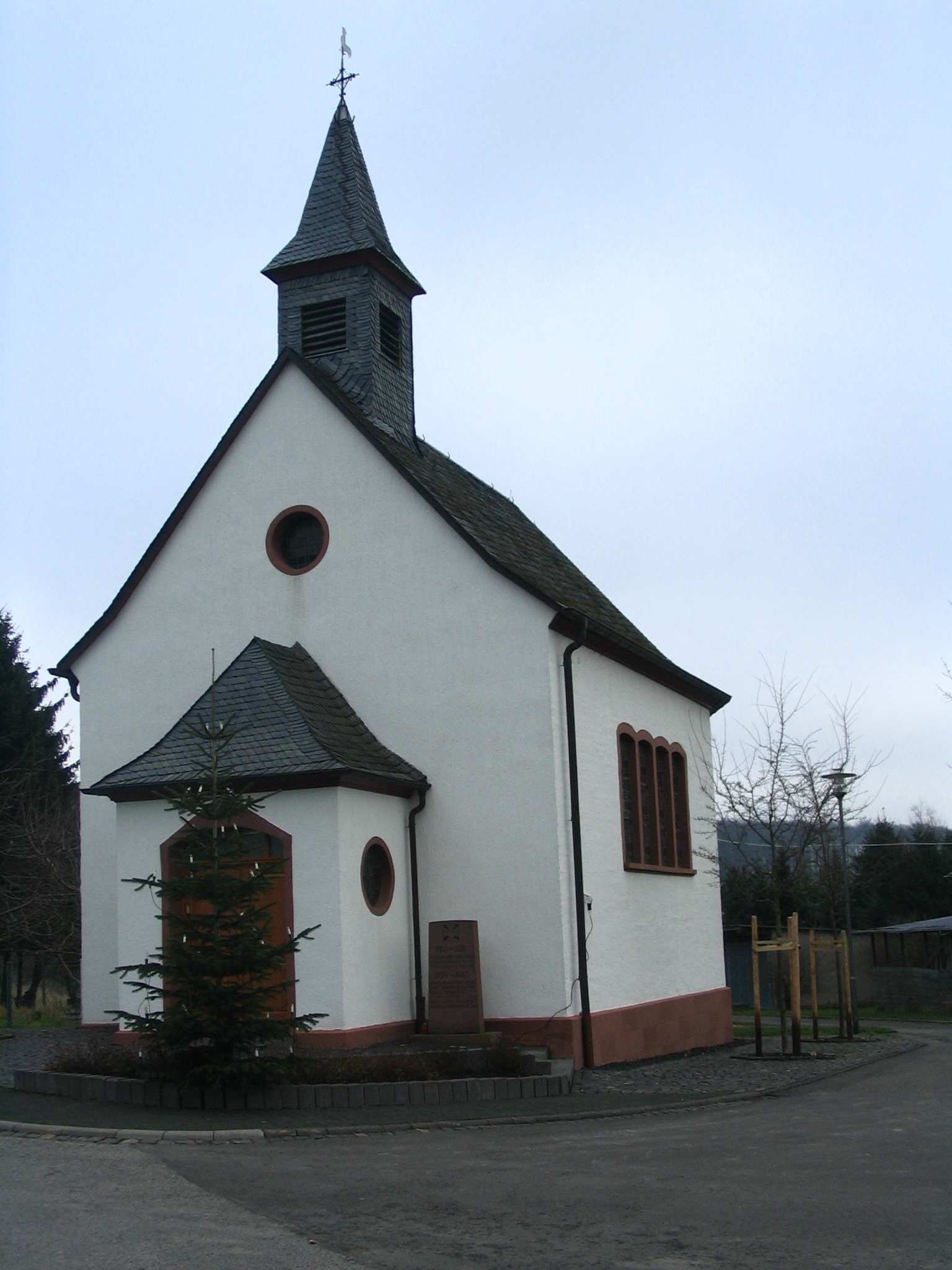
Капелла